# Христодулос Георгиу
Христодулос Георгиу (на гръцки: Χριστόδουλος Γεωργίου) е гръцки революционер, участник в Гръцката война за независимост.

## Биография
Христодулос Георгиу е роден в халкидическата македонска паланка Йерисос, тогава в Османската империя. При избухването на Гръцкото въстание се присъединява към въстаниците и се сражава с хилядната на Анастасиос Каратасос. След създаването на гръцката държава се установява в Халкида, където на 6 май 1839 година подава молба до кмета на Халкида за награда за „отлични постижения като признание за неговите жертви в полза на свещената борба“.